# Bernd Klingner
Bernd Klingner (n. 28 ianuarie 1940, Oberlichtenau, Pulsnitz, Saxonia, Germania Nazistă) este un trăgător de tir ce a reprezentat Germania, medaliat olimpic. A participat la 3 ediții ale Jocurilor Olimpice (1964, 1968, 1972) în care a câștigat o medalie de aur.

## Participări
Lista de mai jos prezintă principalele competiții la care a participat Bernd Klingner de-a lungul carierei.
- shooting at the 1968 Summer Olympics – mixed 50 metre rifle three positions[*]